# Vlatko Filipović
Vlatko Filipović (Hutovo, 11. ožujka 1936. – Neum, 4. svibnja 2019.), bosanskohercegovački redatelj, scenarist i sveučilišni profesor. Jedan je od začetnika Sarajevske škole dokumentarnog filma.

## Životopis
Gimnaziju je završio u Dubrovniku, a Filozofski fakultet u Sarajevu (skupina jugoslavenskih književnosti). Radio je kao umjetnički direktor "Sutjeska filma", te kao urednik u Dokumentarno-obrazovnom programu TVBiH. Predavao je na Pedagoškom fakultetu Sveučilišta u Sarajevu i Fakultetu prirodoslovno-matematičkih i odgojnih znanosti Sveučilišta u Mostaru, predmet "Filmska i RTV kultura / medijska kultura". Snimio je 4 igrana filma te preko 40 dokumetarnih i kratkometražnih filmova.

## Filmografija

### Igrani filmovi
| - Moja strana svijeta (1968.) - Deveto čudo na istoku (1974.) | - Nastojanje (1982.) - Kako ubiti Griega u Sarajevu” (1995.) |

### Dokumentarni i kratkometražni filmovi (izbor)
| - U zavjetrini vremena (1964.) - Žedno polje (1964.) - Zemlja neretljanska (1965.) - Hop-jan (1965.) | - Punta veljega mora (1977.) - Kruh naš svagdašnji (1978.) - Doba mijena (1984.) - Od Gabele do Huma (2014.) |

| - Testament (1990.) - Poruke sa stećaka (1991.) - Ravno u tri dijela (1992.) - Vatre Sarajeva (1992.) - Križni put u Sarajevu (1993.) - Kardinal od Bosne i Hercegovine (1994. – 1998.) - Kuća nade (1998.), - Princip prvi (1999.) - Neum MM (1999.). | - Čarobni jug - Pečat vremena - Agonija zelene rijeke |

## Nagrade
U dugogodišnjem radu Filipović je nagrađenim brojnim nagradama i priznanjima. Sve ih je poklonio Zavičajnoj kući u Hutovu.

### Nagrade međunarodnih festivala dokumentarnih filmova
- Oberhausen, nagrada službenog žirija za najbolji film (U zavjetrini vremena),
- Cannes, omladinski festival nagrada za režiju filma (U zavjetrini vremena),
- Bologna – Trento, film "Kardinal od Bosne i Hercegovine" dijeli Grand prix festivala,
- Nagrada internacionalnog žirija CIDALC za režiju filma "Hop-jan",
- Oberhausen, diploma čelnom filmu nagrađene Jugoslavenske selekcije dokumentarnih filmova u Oberhausenu za film "Hop-jan".

### Diplome za uspjeh filmova na festivalima
- "Moja strana svijeta" u Chicagu,
- za film "Hop-jan": u Londonu, New Yorku, Oberhausenu, Mexicu, Leipzigu, Sofiji, Krakovu,
- "Hop-jan" prvi film iz "regije" uvršten u stalni postav Muzeja moderne umjetnosti New York.

### Nagrade "Festivala jugoslavenskog dokumentarnog filma Beograd"
- Prva nagrada za režiju filma "U zavjetrini vremena",
- Velika zlatna medalja za film "Kruh naš svagdaljni daj nam danas",
- nagrada "Kekec" međunarodnog žirija za film "Hop-jan",
- diplome festivala za "Hop-jan" i "Testament".

### NagradePulskog filmskog festivala
- Zlatna arena za film "Kako ubiti Griga" u Sarajevu
- Zlatna Arena za glavnu žensku ulogu u filmu "Moja strana svijeta".

### Ostale nagrade
- "Šestotravanjska nagrada Grada Sarajeva" za film "U zavjetrini vremena",
- "Dvadesetsedmosrpanjska nagrada sa SRBiH" za dokumentarnu trilogiju "Doba mjena" (filmovi "Polje", "Zemlja, "Dani O(limpijade)),
- Nagrada Udruženja filmskih radnika za unaprjeđenje kinematografije.
- Prvi autor iz regije čiji je film uvršten u galeriju modernih umjetnosti u New Yorku.[5]
- Dobitnik nagrade Udruženja filmskih radnika u BiH „Ivica Matić".[5]

## Vanjske poveznice
- Vlatko Filipović u internetskoj bazi filmova IMDb-u (engl.)
- Mediteranski krug Vlatka Filipovića Mediteranski filmski festival Široki Brijeg 2010.